# ГЕС Sìpíng
ГЕС Sìpíng (寺坪水电站) — гідроелектростанція у центральній частині Китаю в провінції Хубей. Знаходячись між ГЕС Санліпін (вище за течією) та ГЕС Guòdùwān (25,5 МВт), входить до складу каскаду на річці Наньхе, правій притоці Ханьшуй, котра, своєю чергою, є лівою притокою Янцзи.
У межах проєкту річку перекрили насипною греблею з бетонним облицюванням висотою 91 метр, довжиною 376 метрів та шириною по гребеню 8 метрів. Вона утримує водосховище з об'ємом 269 млн м3 та припустимим коливанням рівня поверхні в операційному режимі між позначками 294 та 315 метрів НРМ (під час повені може зростати до 317,6 метра НРМ).
Зі сховища ресурс подається до розташованого за 0,35 км машинного залу, при цьому відстань по руслу між ним та греблею складає понад 4 км. Основне обладнання станції становлять дві турбіни потужністю по 30 МВт, які забезпечують виробництво 172 млн кВт-год електроенергії на рік.
Видача продукції відбувається по ЛЕП, розрахованій на роботу під напругою 110 кВ.